# Get Born
Get Born är det australiska rockbandet Jets debutalbum, släppt den 7 oktober 2003.

## Låtlista
1. "Last Chance" - 1:52
2. "Are You Gonna Be My Girl" - 3:34
3. "Rollover D.J." - 3:17
4. "Look What You've Done" - 3:51
5. "Get What You Need" - 4:08
6. "Move On" - 4:21
7. "Radio Song" - 4:32
8. "Get Me Outta Here" - 2:56
9. "Cold Hard Bitch" - 4:03
10. "Come Around Again" - 4:30
11. "Take It or Leave It" - 2:23
12. "Lazy Gun" - 4:42
13. "Timothy" - 4:30